# Jason Doig
Jason Nicholas Doig (* 29. Januar 1977 in Montréal, Québec) ist ein ehemaliger kanadischer Eishockeyspieler, der im Verlauf seiner aktiven Karriere zwischen 1993 und 2008 unter anderem 164 Spiele für die Winnipeg Jets, Phoenix Coyotes, New York Rangers und Washington Capitals in der National Hockey League (NHL) auf der Position des Verteidigers bestritten hat. Darüber hinaus absolvierte Doig weitere 329 Partien in der American Hockey League (AHL), wo er im Jahr 2000 mit dem Hartford Wolf Pack den Calder Cup gewann.

## Karriere
Doig verbrachte seine Juniorenzeit in der Ligue de hockey junior majeur du Québec (LHJMQ), wo er ab der Saison 1993/94 zunächst für die Lynx de Saint-Jean spielte, die ihn im Entry Draft der Liga vor der Spielzeit ausgewählt hatten. Nachdem der Verteidiger am Saisonende den Sprung ins LHJMQ All-Rookie Team geschafft hatte, wurde er im Sommer 1994 zum Ligakonkurrenten Titan Collège Français de Laval transferiert. Dort absolvierte er die Spielzeit 1994/95, ehe das Talent im NHL Entry Draft 1995 in der zweiten Runde an 34. Stelle von den Winnipeg Jets aus der National Hockey League (NHL) ausgewählt wurde. Die Jets holten Doig gleich zum Beginn der Saison 1995/96 in ihren Kader und setzten ihn in 15 Partien in der NHL ein. Zudem stand er fünfmal für das Farmteam Springfield Falcons in der American Hockey League (AHL) auf dem Eis. Anschließend wurde er zurück zu den Junioren geschickt, bestritt noch einige Partien für die Titan Collège Français, bevor er an die Prédateurs de Granby abgegeben wurde. Die Prédateurs führte der Verteidiger zum Gewinn der Meisterschaft der LHJMQ in Form der Coupe du Président. Zudem wurde Doig mit der Trophée Guy Lafleur als wertvollster Spieler der Playoffs ausgezeichnet. In der Folge gewann er zudem den prestigeträchtigen Memorial Cup mit Granby. Er blieb in der Folge noch ein weiteres Jahr bei den Prédateurs.
Nachdem der Kanadier bereits gegen Ende der Saison 1996/97 wieder zu Profieinsätzen bei den Springfield Falcons in der AHL sowie den Las Vegas Thunder in der International Hockey League (IHL) gekommen war, stand er mit Beginn des Spieljahres 1997/98 fest im Kader der Falcons in der AHL. Dort war er in den folgenden Jahren ein fester Bestandteil des Kaders. Zudem kam er vereinzelt auch zu weiteren NHL-Einsätzen. Da das Franchise der Winnipeg Jets im Sommer 1996 umgesiedelt worden war, lagen Doigs Vertragsrechte mittlerweile bei den Phoenix Coyotes, für die er bis März 1999 zu 13 Einsätzen kam. Zur Trade Deadline 1999 wurde der Defensivspieler mit einem Sechstrunden-Wahlrecht im NHL Entry Draft 1999 an die New York Rangers abgegeben. Im Gegenzug wechselte Stanislav Neckář zu den Coyotes. Bei den Rangers kam Doig bis zum Ende der Spielzeit 2000/01 aber ebenso sporadisch in der NHL zum Einsatz. Vielmehr wurde er beim AHL-Kooperationspartner Hartford Wolf Pack eingesetzt, mit dem er im Frühjahr 2000 den Calder Cup gewann.
Im Juni 2001 erfolgte in der Sommerpause ein abermaliger Transfer, in den Doig involviert war. Zusammen mit Jeff Ulmer wurde er zu den Ottawa Senators  geschickt, während Sean Gagnon zu den Rangers wechselte. In der Organisation der Ottawa Senators stand er in der Saison 2001/02 aber ausschließlich für deren Farmteam Grand Rapids Griffins auf dem Eis. Zum NHL-Stammspieler reifte Doig erst in der Spielzeit 2002/03 bei den Washington Capitals, zu denen er im Sommer 2002 als Free Agent gewechselt war. Über den Zeitraum von zwei Spieljahren bestritt er 126 Partien für das Franchise aus der US-amerikanischen Hauptstadt. Die durch den Lockout abgesagte NHL-Saison 2004/05 setzte der Verteidiger als vertragsloser Spieler komplett aus. Nach der Wiederaufnahme des Spielbetriebs erhielt er im Oktober 2005 bei den Vancouver Canucks einen neuen Vertrag. Geplagt von Verletzungen absolvierte er in der Saison 2005/06 aber nur 18 Spiele für die Manitoba Moose in der AHL.
Zur Spielzeit 2006/07 wechselte Doig zum HK Traktor Tscheljabinsk in die russische Superliga. Er bestritt dort allerdings nur 13 Spiele, ehe er im Februar 2007 einen Vertrag bei den SCL Tigers in die Schweizer Nationalliga A (NLA) unterzeichnete. Mit seinen acht Scorerpunkten in 13 Relegationsspielen hatte er großen Anteil am Klassenerhalt der Langnauer. Dennoch verließ er den Klub und schloss sich zur Saison 2007/08 dem Ligakonkurrenten EHC Basel an. Der Kanadier verließ den EHC jedoch noch während der laufenden Spielzeit, die er bei den Stavanger Oilers in der norwegischen GET-ligaen beendete. Anschließend beendete der 31-Jährige seine aktive Karriere.

### International
Auf internationaler Ebene kam Doig bei der Junioren-Weltmeisterschaft 1997 zum Einsatz. In sieben Turnierspielen steuerte der Verteidiger zwei Torvorlagen zum Gewinn der Goldmedaille bei. Darüber hinaus wurde er zuvor bei der La Copa Mexico 1994, dem Vorläufer des Hlinka Gretzky Cups, mit der kanadischen U18-Auswahl eingesetzt. Dieses Turnier konnten die Kanadier ebenso gewinnen.
Mit dem Team Canada nahm Doig am Spengler Cup 2006 teil. Dabei erzielte er in fünf Turnierspielen einen Treffer.

## Erfolge und Auszeichnungen
| - 1994 LHJMQ All-Rookie Team - 1996 Coupe-du-Président-Gewinn mit den Prédateurs de Granby - 1996 Trophée Guy Lafleur | - 1996 Memorial-Cup-Gewinn mit den Prédateurs de Granby - 1996 Memorial Cup All-Star Team - 2000 Calder-Cup-Gewinn mit dem Hartford Wolf Pack |

### International
- 1994 Goldmedaille bei der La Copa Mexico
- 1997 Goldmedaille bei der Junioren-Weltmeisterschaft

## Karrierestatistik

### International
Vertrat Kanada bei:
- La Copa Mexico 1994
- Junioren-Weltmeisterschaft 1997

(Legende zur Spielerstatistik: Sp oder GP = absolvierte Spiele; T oder G = erzielte Tore; V oder A = erzielte Assists; Pkt oder Pts = erzielte Scorerpunkte; SM oder PIM = erhaltene Strafminuten; +/− = Plus/Minus-Bilanz; PP = erzielte Überzahltore; SH = erzielte Unterzahltore; GW = erzielte Siegtore; 1 Play-downs/Relegation; Kursiv: Statistik nicht vollständig)